# Burg Grünburg (Löffingen)
Die Burg Grünburg ist eine abgegangene Höhenburg über der Gauchachschlucht bei Löffingen-Unadingen im Landkreis Breisgau-Hochschwarzwald in Baden-Württemberg.

## Geschichte
1297 wurden die Herren von Grünburg, die mutmaßlichen Erbauer der Burg und Ministeriale der Fürstenberger, erstmals genannt; auch das Kloster St. Gallen besaß Rechte an der Burg. Im Jahr 1323 verkauften die Fürstenberger Burg Grünburg an die Herren von Blumberg. Später ging ein Teil der Burg in den Besitz derer von Bern und 1452 an die Herren von Almshofen über. Heinrich von Almshofen war um 1473 der letzte Bewohner der Burg, 1487 wurde sie im Besitz von Jürg von Almshofen nur noch als „Burgstall“ bezeichnet. Im Jahr 1513 erwarb Graf Wilhelm von Fürstenberg die Burg. Von der Burganlage sind geringe Mauerreste erhalten.